# Les Chercheurs d'or de l'Arkansas
Pour plus de détails, voir Fiche technique et Distribution.
Les Chercheurs d'or de l'Arkansas (titre original : Die Goldsucher von Arkansas) est un film de coproduction allemande, française et italienne réalisé par Paul Martin sorti en 1964.
Il s'agit d'une adaptation du roman Die Regulatoren von Arkansas de Friedrich Gerstäcker.

## Synopsis
À Marble City, un Indien paie son whisky en or. Avant qu'il ne puisse révéler l'emplacement, il est tué. Une ruée vers l'or s'ensuit bientôt, amenant dans des wagons une variété de personnages dans la région, y compris la famille d'agriculteurs Brendel, le pasteur Benson et le joueur Matt Ellis, qui ouvre un saloon. Les deux hommes de l'Ouest Phil Stone et Pat McCormick tentent d'empêcher le pire, puisque des bandits surveillent le convoi, ainsi que les Cherokees, sur le territoire desquels on croit avoir découvert l'or, veulent eux aussi se défendre contre l'occupation de leur pays. Benson s'avère être un criminel et est tué ; Stone et McCormick sont capables de vaincre Matt Ellis.

## Fiche technique
- Titre : Les Chercheurs d'or de l'Arkansas
- Titre original : Die Goldsucher von Arkansas
- Réalisation : Paul Martin assisté d'Eberhard Schröder, Giovanni Scolaro et Alberto Cardone (qualifié de coréalisateur dans la version italienne)
- Scénario : Hans Billian, Herbert Reinecker sous le nom d'Alex Berg, Werner P. Zibaso
- Musique : Heinz Gietz pour la version allemande et française, Francesco De Masi pour la version italienne
- Direction artistique : Jan Zázvorka
- Costumes : Ferdinand Vacher
- Photographie : Jan Stallich
- Son : Erwin Jennewein, Robert Rausch
- Montage : Herbert Taschner (de)
- Production : Wolf C. Hartwig, Mario Siciliano
- Société de production : Constantin Film, Metheus Film, Rapid Film, Societé Nouvelle de Cinématographie
- Société de distribution : Constantin Film
- Pays d'origine :  Allemagne de l'Ouest,  France,  Italie
- Langue : allemand
- Format : Couleur - 2,35:1 - Mono - 35 mm
- Genre : Western
- Durée : 105 minutes
- Dates de sortie :
  -  Allemagne de l'Ouest : 20 novembre 1964.
  -  Espagne : 1er février 1965.
  -  Italie : 26 février 1965.
  -  France : 22 septembre 1965[1].
  -  Suède : 31 octobre 1966.
  -  Finlande : 9 décembre 1966.
  -  Colombie : 6 avril 1967.
  -  Mexique : 28 février 1969.

## Distribution
- Brad Harris : Phil Stone
- Horst Frank : Dan McCormick
- Mario Adorf : Matt Ellis
- Dieter Borsche : Pasteur Benson
- Thomas Alder : Erik Brendel
- Marianne Hoppe : Mrs. Brendel
- Dorothee Parker : Jane Brendel
- Olga Schoberová : Mary Brendel
- Ralf Wolter : Tim Fletcher
- Joseph Egger : Fishbury
- Philippe Lemaire : Jim Donovan
- Fulvia Franco : Ilona
- Bruno Carotenuto : Lopez
- Serge Marquand : Fielding
- Vojislav Govedarica (de) : Mescalero

## Production
Le tournage a lieu dans les forêts de Bohême, puis dans les studios Barrandov à Prague, c'est pourquoi il y a de nombreux acteurs tchèques dans des rôles plus secondaires, en plus d'Olga Schoberová.
En Italie, l'assistant réalisateur Alberto Cardone est présenté comme coréalisateur.
La musique de Heinz Gietz est remplacée par la musique de Francesco De Masi dans la version italienne, à l'exception du titre principal. La chanson du film de la version allemande Viel Gold und keine Freunde est interprétée par Ralf Paulsen ; dans la version italienne on entend I Cantori Moderni avec Non sparate sul cantante.